# Медведєв Данило Сергійович
Данііл Сергійович Медведєв (рос. Дании́л Серге́евич Медве́дев) — російський тенісист, переможець US Open 2021, експерша ракетка світу.

## Значні фінали

### Фінали турнірів Великого шлему

#### Одиночний розряд: 6 (1 титул)
| Результат | Рік  | Турнір          | Покриття | Опонент        | Рахунок                      |
| --------- | ---- | --------------- | -------- | -------------- | ---------------------------- |
| Поразка   | 2019 | US Open         | гард     | Рафаель Надаль | 5–7, 3–6, 7–5, 6–4, 4–6      |
| Поразка   | 2021 | Australian Open | гард     | Новак Джокович | 5–7, 2–6, 2–6                |
| Перемога  | 2021 | US Open         | гард     | Новак Джокович | 6–4, 6–4, 6–4                |
| Поразка   | 2022 | Australian Open | гард     | Рафаель Надаль | 6–2, 7–6(7–5), 4–6, 4–6, 5–7 |
| Поразка   | 2023 | US Open         | тверде   | Новак Джокович | 3–6, 6–7(5-7), 3–6           |
| Поразка   | 2024 | Australian Open | гард     | Яннік Сіннер   | 6–3, 6–3, 4–6, 4–6, 3–6      |

### Фінали Підсумкових турнірів

#### Одиночний розряд: 2 (1 титул)
| Результат | Рік  | Турнір    | Покриття | Опонент          | Рахунок            |
| --------- | ---- | --------- | -------- | ---------------- | ------------------ |
| Перемога  | 2020 | Фінал ATP | гард     | Домінік Тім      | 4–6, 7–6(7–2), 6–4 |
| Поразка   | 2021 | Фінал ATP | гард     | Александр Зверєв | 4–6, 4–6           |

### Фінали турнірів ATP Masters 1000

#### Одиночний розряд: 5 (4 титули)
| Результат | Рік  | Турнір             | Покриття | Опонент          | Рахунок       |
| --------- | ---- | ------------------ | -------- | ---------------- | ------------- |
| Поразка   | 2019 | Мастерс Канада     | гард     | Рафаель Надаль   | 3–6, 0–6      |
| Перемога  | 2019 | Мастерс Цинциннаті | гард     | Давід Ґоффен     | 7–6(7–3), 6–4 |
| Перемога  | 2019 | Мастерс Шанхай     | гард     | Александр Зверєв | 6–4, 6–1      |
| Перемога  | 2020 | Мастерс Париж      | гард     | Александр Зверєв | 5–7, 6–4, 6–1 |
| Перемога  | 2021 | Мастерс Канада     | гард     | Рейлі Опелка     | 6–4, 6–3      |

У червні 2022 року став першою ракеткою світу в рейтингу ATP, посунувши на цьому місці Новака Джоковича.

## Статистика
Станом на Відкритий чемпіонат Австралії 2020
| Турніри Великого шолома |     |     |     |      |     |      |        |       |
| Australian Open         | A   | 1к  | 2к  | 4к   | 4к  | Ф    | 0 / 5  | 13–5  |
| French Open             | A   | 1к  | 1к  | 1к   | 1к  | ЧФ   | 0 / 5  | 4–5   |
| Вімблдон                | К3  | 2к  | 3к  | 3к   | NH  | 4к   | 0 / 4  | 8–4   |
| US Open                 | К1  | 1к  | 3к  | Ф    | ПФ  | П    | 1 / 5  | 20–4  |
| Ви-Пр                   | 0–0 | 1–4 | 5–4 | 11–4 | 8–3 | 20–3 | 1 / 19 | 45–18 |
| Рейтинг на кінець року  | 99  | 65  | 16  | 5    | 4   |      |        |       |